# Orzalzan
Orzalzan es un despoblado que actualmente forma parte del concejo de Urarte, que está situado en el municipio de Bernedo, en la provincia de Álava, País Vasco (España).

## Historia
Documentado desde 1025 (Reja de San Millán), se daba por situado entre Sáseta y Urarte.
Actualmente sus tierras son conocidas con el topónimo de Ulazarra.